# TrES-4b
TrES-4 es un exoplaneta descubierto en 2007 por la Trans-Atlantic Exoplanet Survey utilizando el método tránsito. Se encuentra a 1.400 años luz de la constelación de Hércules.
TrES-4 orbita en torno a su estrella primaria cada 3,6 días y la eclipsa cuando se lo ve desde la Tierra. Tiene al menos 0,84 veces la masa de Júpiter pero tiene un diámetro 1,7 que el de Júpiter, dándole una densidad de 0,23 gramos por cm³. Esto hace al TrES-4 tanto el planeta más grande y el planeta con la menor densidad en el momento de su descubrimiento.
El radio orbital de este gigante gaseoso es de 7,2 millones de kilómetros (un 4.9% de la distancia de la Tierra al Sol), dándole una temperatura superficial de unos 1700 K, por lo que se clasifica como un Júpiter caliente. Esto, sin embargo, no explica la poca densidad del planeta. Tampoco se sabe por qué TrES-4 es tan grande. La causa probable es la proximidad a una estrella primaria 3 o 4 veces más luminosa que el Sol.
La estrella primaria de TrES-4, llamada GSC 02620-00648, es 1,2 veces más grande que el Sol. Se ha agotado el hidrógeno en su núcleo y ha comenzado a convertirse en una gigante roja; se espera que en menos de mil millones de años absorba a TrES-4.